# 1891 Gondola
1891 Gondola (1969 RA) là một tiểu hành tinh vành đai chính được phát hiện ngày 11 tháng 9 năm 1969 bởi Wild, P. ở Zimmerwald.